# Das Rätsel der Thor-Brücke

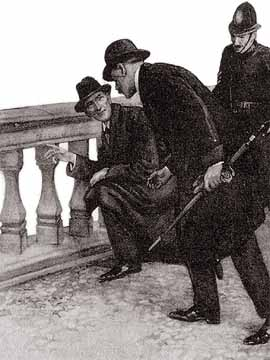
Illustration aus dem Strand Magazine, Zeichner: Alfred Gilbert

Das Rätsel der Thor-Brücke ist ein Fall von Sherlock Holmes von Sir Arthur Conan Doyle, der in der Sammlung Sherlock Holmes’ Buch der Fälle erscheint. Die Geschichte wurde ursprünglich im Strand Magazine und Hearst’s International Magazine im Jahr 1922 veröffentlicht.

## Synopsis
Neil Gibson, der Goldkönig und ehemaliger Senator in einem der Weststaaten der USA, beauftragt Holmes den Mörder seiner Frau Maria zu finden. Das will er aber nur, um die Gouvernante seiner Kinder, Grace Dunbar, zu entlasten. Holmes zwingt Gibson, sein Interesse an Dunbar und sein Missfallen an seiner Frau offen darzulegen.
Maria Gibson wurde, in ihrem eigenen Blut liegend, an der Thor-Brücke mit einer Kugel in ihrem Kopf und einer Nachricht des Kindermädchens in ihrer Hand aufgefunden. Die Nachricht zeigte das Einverständnis Dunbars, sich mit Mrs. Gibson an der Thor-Brücke zu treffen. Eine vor kurzem entladene Pistole mit einem abgefeuerten Schuss wird in der Garderobe Dunbars gefunden. Holmes willigt ein, die Situation zu untersuchen, obwohl die Beweise so stichhaltig sind.
Gleich zu Beginn untersucht Holmes einige eher seltsame den Fall betreffende Tatsachen. Wie konnte Miss Dunbar so ruhig und rational den Mord geplant und ausgeführt haben, um dann die Mordwaffe achtlos in ihrer Garderobe zu entsorgen? Was hat es mit der seltsamen Beschädigung an der Unterseite der Steinbalustrade der Thor-Brücke auf sich? Wieso hielt Mrs. Gibson die Nachricht von Miss Dunbar so krampfhaft in der Hand, als sie starb? Wenn die Mordwaffe eine von zwei identischen Waffen war, warum konnte dann die zweite nicht in Mr. Gibsons Sammlung gefunden werden?
Holmes benutzt seine gewöhnliche und doch brillante Kraft der Deduktion, um diesen Fall zu lösen und er demonstriert den Tathergang sogar, indem er auf geniale Art und Weise Watsons Webley-Revolver dazu verwendet.

## Ausgaben
- Arthur Conan Doyle: Sherlock Holmes Buch der Fälle (Übersetzung: Hans Wolf), Haffmans Zürich 1987, ISBN 3-251-201085
- gleiche Übersetzung (Neuausgabe): Kein und Aber, 2005, ISBN 978-3-0369-5151-5
- gleiche Übersetzung (Taschenbuch): insel Taschenbuch Nr. 3321, 2007, ISBN 978-3-458-35021-7
- Arthur Conan Doyle: Sherlock Holmes Gesammelte Werke, Gebundene Ausgabe (Übersetzer: Adolf Gleiner, Margarete Jacobi, Louis Ottmann, Rudolf Lautenbach), Anaconda-Verlag 2012, ISBN 978-3866478503
- Arthur Conan Doyle: Sherlock Holmes und das Rätsel der Thor-Brücke, Hörbuch, Vorleser Christoph Jablonka, Hörarchiv, 2006
- Arthur Conan Doyle: Sherlock Holmes 39 – Die Thor-Brücke, Audiobuch, Sprecher Christian Rode, Peter Gröger u. a., maritim, 2009, ISBN 978-3867141956

## Verfilmung
Die Kurzgeschichte wurde 1991 als 2. Episode der 5. Staffel (Sherlock Holmes’ Buch der Fälle) der Fernsehserie Sherlock Holmes mit Jeremy Brett als Sherlock Holmes unter dem Titel Das Problem der Thor-Brücke umgesetzt.

## Pastiches
In der Geschichte erwähnt Watson mehrere ungeklärte Fälle von Holmes, deren Unterlagen in einem Bankschließfach der Cox-Bank eingelagert seien. Solche Hinweise, die wiederholt eingestreut wurden, sind auch mit ein Grund für die zahlreichen Pastiches von anderen Autoren. Das auf die Geschichte der Thor-Brücke bezogene Pastiche ist die Geschichte The Problem of the Sore Bridge – Among Others von Philip José Farmer (deutscher Titel: Das Problem der verdossenen Brücke – unter anderem). Sie findet sich in der Science-Fiction-Sammlung „Mit Sherlock Holmes durch Raum und Zeit (Teil 1)“, Hrsg. Isaak Asimov und läuft hier unter der Liste der Sherlock-Holmes-Pastiches. In dieser Geschichte entdecken der Meisterdieb A. J. Raffles und sein Gefährte Bunny Manders wenige Monate nach den im Roman „Raffles als Richter“ beschriebenen Ereignissen ungewöhnliche Stern-Saphire, die von einem geheimnisvollen Mann namens James Phillimore veräußert werden. Dieser entpuppt sich als außerirdischer Formwandler, die Sternsaphire als Eier der Spezies, deren erstes Opfer der ebenfalls bei Sherlock Holmes beschriebene wahnsinnig gewordene Journalist Isadora Persano wird. Auf der Flucht mit dem (laut Dr. Watson 3. ungelösten Fall) verschwundenen Kutter Alicia kommt es zum Showdown, mit dem es A.J. Raffles und Bunny Manders gelingt, die ganze Menschheit vor dem Untergang zu bewahren und den ebenfalls ihnen auf den Fersen befindlichen Sherlock Holmes und Inspektor Mackenzie immer eine Nasenlänge voraus zu sein.